# SN 2012aa
SN 2012aa – supernowa typu Ic:, odkryta 29 stycznia 2012 roku w galaktyce A145233-0331. W momencie odkrycia, miała maksymalną jasność 17,7m.